# Neocorus diversipennis
Neocorus diversipennis là một loài bọ cánh cứng trong họ Cerambycidae.